# Uayma
→ Para el cacicazgo maya véase Uaymil.
Uayma  es una localidad situada en el estado mexicano de Yucatán. Según el censo de 2020, tiene una población de 3460 habitantes.
Es la cabecera del municipio homónimo. Está ubicada a unos 15 kilómetros al noroeste de la ciudad de Valladolid. Perteneció al cacicazgo de los cupules antes de la conquista de Yucatán por los españoles en el siglo XVI.

## Historia

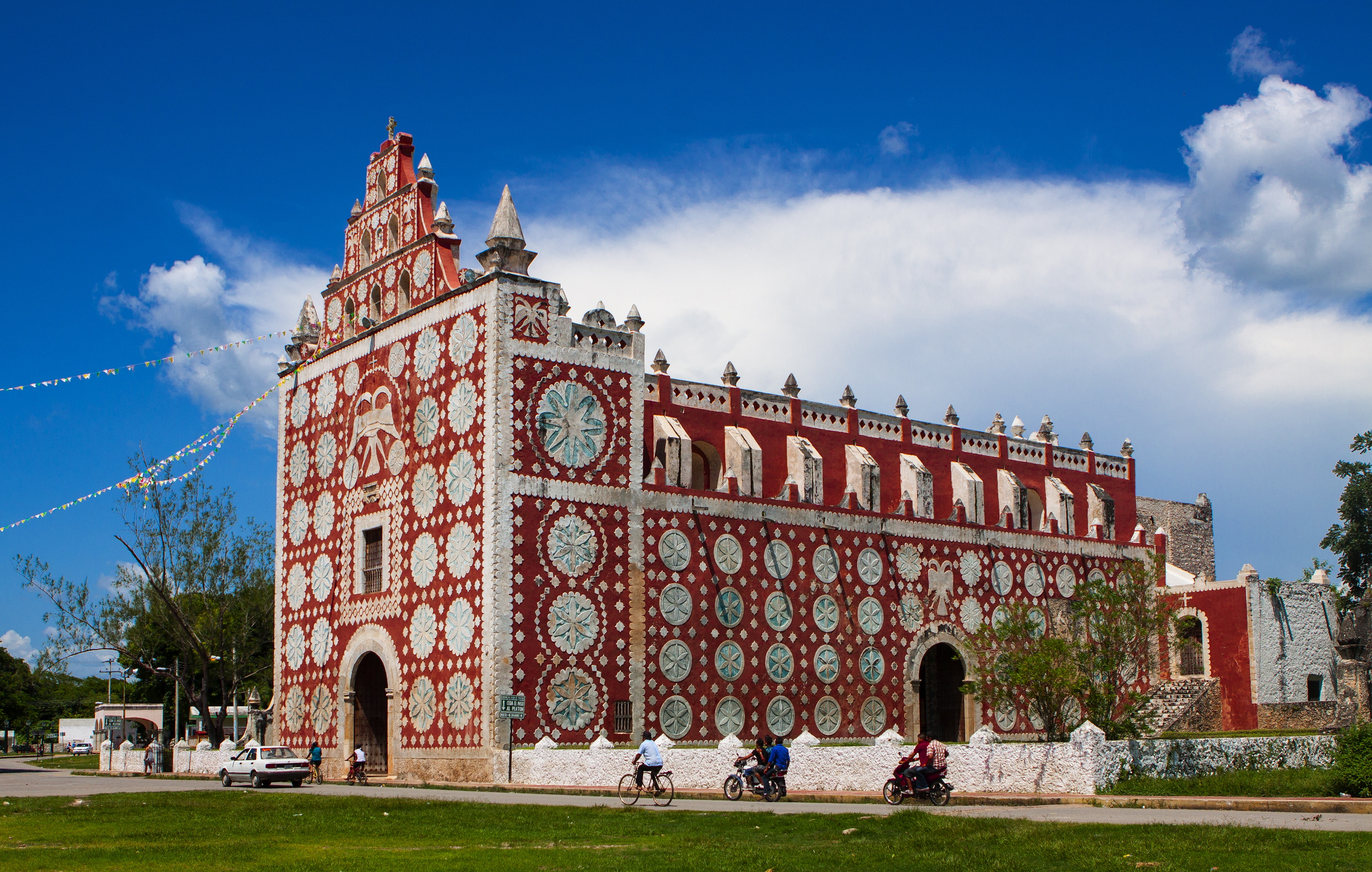
El Templo y exconvento de Santo Domingo.

El principal monumento arquitectónico de Uayma está constituido por su iglesia de Santo Domingo y su convento anexo, construidos con piedras procedentes de ruinas mayas cercanas hacia 1646, y que debido a su peculiar estilo arquitectónico son únicos en todo el país. Durante la Guerra de Castas los mayas rebeldes capturaron Uayma y destruyeron la iglesia original que fue posteriormente reconstruida. La restauración culminó en el año de 2005 y quedó en un estado muy similar al que tenía originalmente. Justo en frente de la iglesia, se encuentra un lugar colonial conocido como hotel casa de los pianos llamado así porque dentro se hallan estos instrumentos musicales. En Uayma siguen existiendo varios edificios en ruinas, como la estación de ferrocarril.